# Actinidia chinensis
Ne doit pas être confondu avec Actinidia deliciosa.
Espèce
Classification APG II (2003)
Actinidia chinensis, l’actinidie de Chine, le kiwi de Chine (ou kiwi), est une espèce de lianes à fruits comestibles de la famille des Actinidiaceae. Il s'agit d'une des espèces productrices de kiwis originaire de Chine et aussi cultivée ailleurs dans le monde pour ses fruits à la peau lisse et glabre à maturité.

## Taxonomie et étymologie
L'espèce a été décrite et nommée Actinidia chinensis  par le botaniste français J.E. Planchon en 1847 dans une note de bas de page (303) au sein d'un article intitulé Sur la nouvelle famille des Cochlospermées, publié dans le London journal of botany.
Le nom de genre Actinidia vient du grec ἄκτιϛ, ἄκτινοϛ, aktis, aktinos, qui signifie « rayon », en référence aux styles des fleurs femelles se déployant comme les rayons d'une roue. Le nom d'Actinidia a été donné en premier par le botaniste français Jules Émile Planchon en 1847.
L’épithète spécifique chinensis est l’épithète de latin scientifique choisi par Planchon pour indiquer « provenant de Chine ». Le terme chinensis s’analyse comme china « Chine » suivi du suffixe latin -ensis « originaire de ».
En botanique, d’après le principe de la priorité du nom le plus anciennement publié validement, l'orthographe Actinidia chinensis est valide alors que l’orthographe Actinidia sinensis est erronée, même si elle est extrêmement répandue. De surcroît, Actinidia sinensis n'est généralement pas signalé comme synonyme de Actinidia chinensis.
Rappelons que les Romains du premier siècle (comme Pline ou Sénèque) désignaient la Chine comme le pays des Sères (pays de la soie) ou « Sericas ». Au Moyen Âge, les contacts se font par la voie terrestre du Nord qui passent par la Mongolie et aboutissent dans la région dominée par la population Khitan ou Kitai, terme qui deviendra « Cathay » pour les Européens (via les auteurs musulmans). Ce n’est qu’en 1513, que le navigateur portugais Jorge Álvares atteint le delta de la rivière des Perles (au sud de la Chine) en 1513, il nomme le pays China - terme utilisé par les peuples d'Asie du Sud-Est (Cina en malais moderne).
En chinois, Actinidia chinensis est nommée 中华猕猴桃 Zhōnghuá míhóu táo, ce qui s'analyse morphologiquement comme « pêche (tao) de macaque (mihou) de Chine (Zhonghua) ».

## Variétés
D’après Flora of China et POWO, l'espèce Actinidia chinensis regroupe les trois variétés (naturelles) suivantes:
- Actinidia chinensis var. chinensis : le kiwi doré dont les jeunes rameaux sont blancs pubescents, glabres à maturité ou non ; fruits densément tomenteux, bientôt glabres
- Actinidia chinensis var. deliciosa (A.Chev.) A.Chev., le kiwi vert  dont les jeunes rameaux strigoses[n 2], brunâtres ; fruits densément hispides
- Actinidia chinensis var. setosa H.L. Li, jeunes rameaux ferrugineux hispides-sétoses

La seconde variété Actinidia chinensis var. deliciosa (A.Chev.) A.Chev., a été largement utilisée pour développer divers cultivars. En fait, la majorité des kiwis consommés dans le monde sont issus de cette variété. Cette variété possède 8 synonymes :
- Synonymes homotypiques 
  - Actinidia deliciosa (A.Chev.) C.F.Liang & A.R.Ferguson in Guihaia 4: 181 (1984)
  - Actinidia latifolia var. deliciosa A.Chev. in Rev. Bot. Appl. Agric. Trop. 20: 12 (1940)
- Synonymes hétérotypiques 
  - Actinidia chinensis f. chlorocarpa C.F.Liang in Guihaia 2: 4 (1982)
  - Actinidia chinensis var. hispida C.F.Liang in Bull. Bot. Res., Harbin 26: 609 (2006)
  - Actinidia chinensis f. longipila C.F.Liang & R.Z.Wang in Acta Phytotax. Sin. 20: 102 (1982)
  - Actinidia deliciosa var. chlorocarpa (C.F.Liang) C.F.Liang & A.R.Ferguson in Guihaia 4: 181 (1984)
  - Actinidia deliciosa var. coloris T.H.Lin & X.Y.Xiong in Guihaia 11: 117 (1991)
  - Actinidia deliciosa var. longipila (C.F.Liang & R.Z.Wang) C.F.Liang & A.R.Ferguson in Guihaia 4: 182 (1984)

## Description
Actinidia chinensis est un arbuste grimpant, à feuilles caduques. Les longs rameaux lianescents sont rougeâtres, avec des lenticelles oblongues plus pâles.
La feuille est portée par un pétiole de 36(–10) cm de long, à poils raides (strigose), pubescent, blanc ou brunâtre à densément ferrugineux. Le limbe est largement ovale à obovale ou suborbiculaire, de 6–17 cm de long sur 7–15 cm de large, tomenteux étoilé.
L’inflorescence est une cyme à 1 à 3 fleurs, blanches soyeuses-tomenteuses ou brun jaunâtre.
L’espèce sauvage est dioïque : chaque plante ne porte que des fleurs femelles ou que des fleurs mâles. Certaines variétés cultivées ont été sélectionnées pour être monoïques ; chaque pied porte à la fois des fleurs femelles et mâles. Cependant les fruits de ces cultivars autofertiles sont plus petits. Aussi la plupart des kiwis cultivés restent dioïques.
Le fruit est une baie, subglobuleuse à cylindrique à obovoïde ou ellipsoïdal, de 4 à 6 cm de long, densément tomenteux lorsqu’il est jeune, glabre à maturité à densément hispide, avec de nombreuses lenticelles brunâtres ; sépales persistants.
La floraison a lieu en avril-mai.

## Distribution et habitat
Actinidia chinensis est originaire de Chine, des provinces de l’Anhui, Chongqing, Fujian, Gansu, Guangdong, Guangxi, Guizhou, Henan, Hubei, Hunan, Jiangsu, Jiangxi, Shaanxi, Sichuan, Taiwan, Yunnan, Zhejiang.
L'espèce a été introduite en Arkansas, en Tchécoslovaquie, en Nouvelle-Zélande, en Suède.
L’arbuste pousse dans les forêts de montagne, les forêts secondaires clairsemées, les bosquets d’herbes hautes sur les basses montagnes, les fourrés; entre 200 et 2 600 m d’altitude.
L’espèce est cultivée dans de nombreux pays. Cette liane pousse principalement dans le biome tempéré.